# Молокосторож
Молокосто́рож (молочный сторож) — приспособление, предохраняющее от «выбегания» молока при кипячении.
Молокосторож изобретён И. Ф. Иванковицером в 1921 году, патент на изобретение получен в 1929 году.
Представляет собой диск из нержавеющей стали, алюминия или фарфора диаметром 6—8 см.
На поверхности молокосторожа имеются концентрические или спиральные бороздки, ровный отбортованный край и приподнятый носик для выпуска нагретого воздуха и пара.
Молокосторож кладут в кастрюлю для кипячения молока, размещая его приблизительно по центру дна, затем заливают молоко и ставят кастрюлю на огонь. После использования молокосторож рекомендуется тщательно промыть и высушить. Специальная кастрюля для кипячения молока называется молоковар.